# President de Melilla
El president de la ciutat de Melilla és una institució de la ciutat autònoma de Melilla (Espanya). L'actual President de Melilla és Eduardo de Castro (Cs).
Presideix, a més de la Assemblea de Melilla, el Consell de Govern de la ciutat autònoma, l'activitat del qual dirigeix i coordina, i ostenta la suprema representació de la Ciutat, exercint també com a alcalde.

## Elecció
És triat per l'Assemblea de els seus membres i nomenat pel Rei. L'elecció, que haurà de realitzar-se entre els membres de l'Assemblea de Melilla que encapçalessin alguna de les llistes electorals que hagin obtingut escó, s'efectuarà per majoria absoluta. En cas que cap candidat obtingui aquesta majoria, quedarà designat President el que encapçali la llista que hagués obtingut el major nombre de vots.

## Altres funcions
Nomenar i separar als Consellers i delegar temporalment les seves funcions executives en alguns dels membres del Consell.